# 鈴鹿景子
鈴鹿 景子（すずか けいこ、1955年〈昭和30年〉11月21日 - 2023年〈令和5年〉7月18日）は、日本の女優。本名：鈴木 克枝。

## 来歴
宮城県石巻市出身。両親は雀荘を運営していた。宮城県石巻女子高等学校（現・宮城県石巻好文館高等学校）卒業。
高校卒業後、文学座研究所を経て文学座座員となる。文学座映画放送部に所属していた。
1976年、オーディションで314人の中から選ばれ、NHK朝の連続テレビ小説『火の国に』のヒロインとしてデビュー。以後、テレビや舞台などで活躍する。
1989年に文学座退座後、1994年に個人事務所を設立し、舞台を中心に活躍。
宮城の方言で民話を語る一人芝居をライフワークとし、1998年には語りを務めたラジオ番組『民話のなかの女たち』（tbcラジオ）が文化庁芸術祭で優秀賞などを受賞した。
2023年7月18日、病気により東京都内の自宅で死去。67歳没。

## 人物
- 特技は書道（7段）[1]。

## 出演

### テレビドラマ
- 連続テレビ小説 / 火の国に（1976年 - 1977年、NHK） - 桜木香子
- 太陽にほえろ! （NTV / 東宝）
  - 第252話「鮫島結婚相談所」（1977年） - 柏木信子
  - 第486話「赤い財布」（1981年） - 中川恭子
  - 第527話「雨の降る街」（1982年） - 工藤雪子
  - 第563話「たすけて!」（1983年） - 伊藤久子
- 東芝日曜劇場（第1091回）「ゆずり葉」（1977年、CBC）
- 月曜スター劇場 / ひまわりの家（1977年、NTV）
- 土曜ワイド劇場 （ANB）
  - 図ぶとい奴・危険な賭け（1978年）
  - 西村京太郎トラベルミステリー
    - 第3作「あずさ3号殺人事件 京都-信州、婚前クイズ旅行のワナ」（1983年） - 長谷川浩子
    - 第8作「特急北アルプス殺人事件 新名古屋-下呂-高山、飛騨路で連続殺人!」（1986年） - 堀田幸子

  - 実年素人探偵とおんな秘書の名推理 第3作「北海道湯けむりツアー殺人事件」（1988年） - 桃子
  - 高橋英樹の船長シリーズ 第3作「超豪華フェリー殺人事件」（1990年） - 波田村薫
  - 松本清張作家活動40年記念ドラマSP 一年半待て（1991年） - 脇田静代
  - 7人のOLが行く! 第1作「沖縄お見合いツアーに殺しの花が咲く!?」（1994年） - 上谷由加里
- 江戸の鷹 御用部屋犯科帖 第16話「熱砂の女地獄谷!」（1978年、NET）
- Gメンシリーズ（TBS / 東映）
  - Gメン'75
    - 第154話「女刑事・初めての体験」（1978年） - マユミ
    - 第211話「通勤バスから消えたキャリアガール」（1979年） - 中村由美
    - 第342話「ストッキング殺人事件」（1981年） - 野中幸代

  - Gメン'82 第8話「ジングルベルに踊る死体」（1982年） - 唐沢綾子
- 新幹線公安官 第2シリーズ 第13話「あなたは狙われている!」（1978年、ANB / 東映）
- 若さま侍捕物帳 第13話「参上!! 赤い影法師」（1978年、ANB）
- 明日の刑事 第71話「ミュージック殺人事件」（1979年、TBS / 大映テレビ）
- 桃太郎侍 第138話「血槍武士道」（1979年、NTV）- おつる
- そば屋梅吉捕物帳 第6話「大奥に潜む黒い影」（1979年、12ch / 国際放映） - 小雪 / お絹（二役）
- ライオン奥様劇場 / 徳川の女たち 「第1部 華麗 春日の局」第13話 （1980年、CX）
- 江差の女（1980年、THK）
- 斬り捨て御免!（TX）
  - 第1シリーズ 第25話「野獣討つべし」（1980年） - おりん
  - 第2シリーズ 第25話「鬼番所皆殺しの罠」（1981年） - 時枝
  - 第3シリーズ 第13話「女仇討に隠された凶悪の罠」（1982年） - 志乃
- 必殺シリーズ（ABC / 松竹）
  - 必殺仕事人 第81話「捜し技高利蟻地獄斬り」（1981年） - 早苗
  - 新・必殺仕事人 第16話「主水家で説教する」（1981年） - お吉
  - 必殺仕事人III 第30話「スギの花粉症に苦しんだのは主水」（1983年） - お峰
- 江戸の用心棒 第2話「ある仇討ち」（1981年、CX / 東宝 / 映像京都） - おみよ
- 新五捕物帳 第152話「偽わりの盛装」（1981年、NTV / ユニオン映画） - おなつ
- 水戸黄門（TBS / C.A.L）
  - 第12部 第9話「闇に閃く白頭巾 -膳所-」（1981年10月26日） - お美濃
  - 第13部 第3話「鬼が棲んでる天下の嶮 -箱根-」（1982年11月1日） - 妙
  - 第14部 第6話「恩讐越えたこけし人形 -鳴子-」（1983年12月5日） - お照
  - 第15部 第16話「弥七に似ていた風来坊 -広島-」（1985年5月13日） - お登志
  - 第16部 第6話「敵と呼ばれた助三郎 -島田-」（1986年6月2日） - 里江
  - 第17部 第6話「悲願仇討ち傘女房 -岐阜-」（1987年10月5日） - 久恵
  - 第21部（1992年）
    - 第6話「秘伝運んだ孫娘 -浜田-」 - おせん
    - 第26話「鬼が仕組んだ姥捨山 -善光寺-」 - おひで

  - 第22部 第5話「陰謀渦巻く大井川 -島田-」（1993年6月14日） - お千代
  - 第23部 第7話「偽りの武士道 -上田-」（1994年9月12日） - 宗方藤尾
- 遠山の金さん （ANB）
  - パート1
    - 第9話「大江戸最大の誘拐事件!」（1982年） - お清
    - 第37話「炎の女! 死ぬのは奴らだ」（1982年） - お京

  - パート2
    - 第21話「継母の愛!」（1986年） - お才
    - 第38話「新妻の瞳は愛と死を見つめて!」（1986年） - お多恵
- 時代劇スペシャル / 怨 〜血を吸った彼岸花が死霊を呼ぶ（1982年、CX） - 三浦屋の娘 綾
- 大岡越前（TBS / C.A.L）
  - 第6部 第17話「人情仇討ち裁き」（1982年6月28日） - 千枝
  - 第7部 第22話「泥棒にされたお奉行様」（1983年9月19日） - おはま
  - 第13部 第14話「辻斬りは三葉葵の紋所」（1993年2月15日） - 幾代
- 特捜最前線（ANB / 東映）
  - 第296話「カーリーヘアの女!」（1983年）
  - 第487話「侮られた夫の殺意・殺したい程憎い妻!」（1986年）
- 大江戸捜査網 第610話「妹慕情 怒りのまむし剣法」（1983年、TX / 三船プロ） - 岡本妙
- 銭形平次 第874話「平次は俺が殺る」（1983年、CX） - お才
- 暴れん坊将軍シリーズ（ANB / 東映）
  - 暴れん坊将軍II
    - 第25話「叶わぬ夢のふたり酒」（1983年） - おりえ
    - 第180話「怨みを染めたつのかくし!」（1986年） - さき

  - 暴れん坊将軍III
    - 第5話「新さん江戸の風に舞う!」（1988年） - おさよ
    - 第118話「吉宗 まさかの刑場破り!」（1990年） - おとよ

  - 暴れん坊将軍IV
    - 第7話「もう一つの十手御用」（1991年） - お蔦
    - 第31話「お役者新さん花の回り舞台!」（1991年） - 綾
    - 第56話「大奥の殺人者!」（1992年） - 大奥総取締・滝乃

  - 暴れん坊将軍VII 第16話「め組の喧嘩! 二人の女房」（1997年） - おかつ
- 長七郎江戸日記 （NTV / ユニオン映画）
  - 第1シリーズ 第76話「おさとの災難」（1985年） - お芳
  - 第3シリーズ 第32話「少年は叫ぶ!」（1991年） - お葉
- 火曜サスペンス劇場（NTV）
  - 女監察医・室生亜季子 第1作「歩き出した白骨死体」（1986年、東映） - 清水久子（スナックママ）
  - 大奥殺人事件（1989年1月3日放送、東映）
- ザ・ハングマンシリーズ（ABC / 松竹芸能）
  - ザ・ハングマンV 第21話「悪徳市長にハングマンが逮捕される!」（1986年） - 上田優子
  - ハングマンGOGO 第7話「罠におちて原宿宝石店襲撃!」（1987年） - 須藤明子
- 京都かるがも病院 第10話「もう私は描けない」（1986年、ANB）
- 木曜ゴールデンドラマ （YTV）
  - 初婚・再婚・二人三脚 後妻いびりに負けてたまるか（1986年）
  - 嫁・姑・貸し姑（1990年）
- 傑作時代劇（1987年、ANB）
  - 五瓣の椿
  - 江戸の青春 熱血侍に究極の妻出現
- 三匹が斬る!（ANB / 東映）
  - 三匹が斬る! 第6話「鬼と呼ぶ、男に惚れて薄化粧」（1987年） - お絹 役
  - また又・三匹が斬る! 第7話「妖怪見たか？丑の刻参りの女」（1991年） - 青山挾霧 役
  - 新・三匹が斬る! 第7話「座敷童子、見たか聞いたか百万両」（1992年） - 綾乃 役
- 若大将天下ご免! 第35話「寄せ場帰りと暴れ馬!」（1987年、ANB / 東映） - おひろ
- はぐれ刑事純情派（ANB）
  - 第1シリーズ 第12話「噂におびえる女」（1988年）
  - 第2シリーズ 第23話「転落した人妻・予備校ララバイ」（1989年）
  - 第7シリーズ 第14話「派手好きな女! ニセの呼び出し電話」（1994年） - 森田美代子 役
- NEWジャングル 第23話「瀬戸大橋・忍ぶ愛」（1988年、NTV / 東宝） - 石井小夜
- 名奉行 遠山の金さん（ANB / 東映）
  - 第2シリーズ 第4話「暴かれた二つの顔の美人妻」（1989年） - 和世
  - 第3シリーズ
    - 第10話「お目付桜の子守歌」（1990年） - 三河屋お秋
    - 第21話「奉行に悪女の罠!」（1991年） - お辰

  - 第4シリーズ 第10話「美しい女医と記憶喪失の男」（1992年） - お連
  - 第5シリーズ第19話「大奥に消えた殺人者」（1993年） - 萩尾の方
  - 第7シリーズ 第12話「消えた五千両!棺桶を作る女」（1995年） - お艶
- 風雲!真田幸村 第24話「決戦前夜! 麻利亜死す!!」（1989年、TX） - 美津乃
- さすらい刑事旅情編（ANB / 東映）
  - さすらい刑事旅情編 第21話「信州雪景色・“汽車”を歌う男」（1989年）
  - さすらい刑事旅情編II 第22話「湯けむり別府・女風呂に消えた完全犯罪」（1990年）
  - さすらい刑事旅情編V 第14話「京都琵琶湖の女・茶道家元をめぐる罠」（1993年）
- 男と女のミステリー→金曜エンタテイメント（CX）
  - 黒の斜面（1989年）
  - 山村美紗サスペンス 京都女優シリーズ 第3作「京都怪奇伝説殺人事件」（2002年）
- 八百八町夢日記（NTV / ユニオン映画）
  - 第1シリーズ 第34話「参上! 女目付」（1990年） - お柳
  - 第2シリーズ 第18話「花の吉原大脱走」（1992年） - 小紫
- 火曜スーパーワイド / 翔んでる女西郷どん びんびんグルメ戦争（1990年、ABC）
- 銭形平次（CX）
  - 第2シリーズ 第15話「封印の罠」（1992年） - おかつ
  - 第3シリーズ 第7話「出刃を研ぐ女」（1993年） - おしん
  - 第4シリーズ 第14話「偽りの過去」（1994年） - およう
  - 第6シリーズ 第1話「呪いの花嫁井戸」（1997年） - およね
- 喧嘩屋右近 第1シリーズ 第11話「同心を殺した男」（1992年、TX）
- 将軍家光忍び旅II 第12話「大激闘! 天下分け目の板橋宿」（1993年、テレビ朝日）- お里
- あばれ八州御用旅 第4シリーズ 第1話「男 涙の大利根無情!抜荷街道の謎を追え!」（1994年） - おきた
- 夢見た夢子（1994年、NHK BS2）
- 忍者戦隊カクレンジャー 第2話「危ないオバサン」（1994年、ANB） - サングラスの女、ロクロクビの声
- 裸の大将 第68話「清と自転車少年の夢」（1994年、KTV / 東阪企画） - 愛子
- 花王 愛の劇場 / 天までとどけ  パート6（1997年、TBS） - 中村静代
- 痛快!三匹のご隠居 第9話「花のお江戸の大勝負 人生は七転び八起き」（1999年、ANB） - お登勢

### アニメ
- 世界名作童話 アラジンと魔法のランプ（1982年） - ブドール姫 役[5]

### 吹き替え
- グリンチ ※NHK版

### その他の番組
- ラジオ図書館・劇画特集1 「ザ・シェフ」（1987年4月5日、TBSラジオ）
- 「民話のなかの女たち」（tbcラジオ）[2]